# Squadre della South Atlantic League dal 1960
Nella Western Carolinas League e successiva South Atlantic League dal 1960 ad oggi hanno giocato numerosissime squadre:
- Albany Polecats
- Anderson Braves
- Anderson Giants
- Anderson Mets
- Anderson Rangers
- Anderson Senators
- Anderson Tigers
- Asheville Tourists
- Augusta GreenJackets
- Augusta Pirates
- Belmont Chiefs
- Cape Fear Crocs
- Capital City Bombers
- Charleston AlleyCats
- Charleston Patriots
- Charleston Pirates
- Charleston Rainbows
- Charleston RiverDogs
- Charleston Royals
- Charleston Wheelers
- Charlotte Twins
- Columbia Fireflies
- Columbia Mets
- Columbus Catfish
- Columbus Indians
- Columbus RedStixx
- Delmarva Shorebirds
- Fayetteville Generals
- Florence Blue Jays
- Gastonia Cardinals
- Gastonia Expos
- Gastonia Jets
- Gastonia Pirates
- Gastonia Rangers
- Gastonia Rippers
- Gastonia Tigers
- Greensboro Bats
- Greensboro Grasshoppers
- Greensboro Hornets
- Greenville Bombers
- Greenville Braves
- Greenville Mets
- Greenville Rangers
- Greenville Red Sox
- Greenwood Braves
- Greenwood Pirates
- Hagerstown Suns
- Hickory Crawdads
- Hickory Rebels
- Kannapolis Cannon Ballers
- Kannapolis Intimidators
- Lake County Captains
- Lakewood BlueClaws
- Lexington Giants
- Lexington Indians
- Lexington Legends
- Lexington Red Sox
- Lynchburg White Sox
- Macon Braves
- Macon Peaches
- Macon Pirates
- Macon Redbirds
- Monroe Indians
- Monroe Pirates
- Myrtle Beach Blue Jays
- Myrtle Beach Hurricanes
- Newton-Conover Twins
- Orangeburg Cardinals
- Orangeburg Dodgers
- Piedmont Boll Weevils
- Piedmont Phillies
- Rock Hill Cardinals
- Rock Hill Indians
- Rock Hill Spinners
- Rock Hill Wrens
- Rome Braves
- Rutherford County Owls
- Salisbury Astros
- Salisbury Braves
- Salisbury Dodgers
- Salisbury Senators
- Savannah Cardinals
- Savannah Sand Gnats
- Shelby Colonels
- Shelby Mets
- Shelby Pirates
- Shelby Rebels
- Shelby Reds
- Shelby Senators
- Shelby Yankees
- South Georgia Waves
- Spartanburg Phillies
- Spartanburg Spinners
- Spartanburg Suns
- Spartanburg Traders
- Statesville Colts
- Statesville Indians
- Statesville Owls
- Statesville Tigers
- Sumter Astros
- Sumter Braves
- Sumter Flyers
- Sumter Indians
- Thomasville Hi-Toms
- West Virginia Power
- Wilmington Waves